# Medicago laxispira
Medicago laxispira là một loài thực vật có hoa trong họ Đậu. Loài này được Heyn miêu tả khoa học đầu tiên.